# Calenzana
Calenzana je naselje in občina v francoskem departmaju Haute-Corse regije - otoka Korzika. Leta 2009 je naselje imelo 2.056 prebivalcev.

## Geografija
Kraj leži v severozahodnem delu otoka Korzike 95 km jugozahodno od središča Bastie.

## Uprava
Calenzana je sedež istoimenskega kantona, v katerega so poleg njegove vključene še občine Galéria, Manso, Moncale, Montegrosso in Zilia z 3.436 prebivalci.
Kanton Calenzana je sestavni del okrožja Calvi.

## Zanimivosti
- romarska cerkev sv. Restitude; v njej se nahaja sarkofag z relikvijami zavetnice ozemlja Balagne, na katerem se nahaja samo naselje; francoski zgodovinski spomenik od leta 1992,
- župnijska baročna cerkev sv. Blaža, zgrajena v 17. in 18. stoletju na ostankih romanskega svetišča iz 12. stoletja,
- gozd Forêt de Bonifatu.